# Anastrofa
Anastrofa (gr. ἀναστροφή anastrophḗ „odwrócenie”), epanastrofa (gr. ἐπαναστροφή epanastrophḗ) – figura retoryczna polegająca na powtórzeniu wyrazów w odwróconym porządku. Np. zamiast „Witam was, lordowie”, „was witam, lordowie”. Często używana przez mistrza Yodę w filmie Gwiezdne wojny.